# کوه کلمنتس
کوه کلمنتس (به انگلیسی: Clements Mountain) یک کوه در ایالات متحده آمریکا است که در مونتانا واقع شده‌است. کوه کلمنتس ۲٬۶۷۱٫۶ متر بالاتر از سطح دریا واقع شده‌است.